# Brzezina Pierwsza
Brzezina Pierwsza – część miasta Lubraniec w Polsce, położona w województwie kujawsko-pomorskim, w powiecie włocławskim. Obejmuje południowo-zachodnie połacie miasta.